# Granada (Minnesota)
Granada es una ciudad ubicada en el condado de Martin en el estado estadounidense de Minnesota. En el Censo de 2010 tenía una población de 303 habitantes y una densidad poblacional de 198,29 personas por km².

## Geografía
Granada se encuentra ubicada en las coordenadas 43°41′36″N 94°20′58″O / 43.69333, -94.34944. Según la Oficina del Censo de los Estados Unidos, Granada tiene una superficie total de 1.53 km², de la cual 1.53 km² corresponden a tierra firme y (0%) 0 km² es agua.

## Demografía
Según el censo de 2010, había 303 personas residiendo en Granada. La densidad de población era de 198,29 hab./km². De los 303 habitantes, Granada estaba compuesto por el 98.68% blancos, el 0.33% eran afroamericanos, el 0% eran amerindios, el 0% eran asiáticos, el 0% eran isleños del Pacífico, el 0.66% eran de otras razas y el 0.33% pertenecían a dos o más razas. Del total de la población el 0.66% eran hispanos o latinos de cualquier raza.